# Ruta de Illinois 26
La Ruta de Illinois 26, y abreviada IL 26 (en inglés: Illinois Route 26) es una carretera estatal estadounidense ubicada en el estado de Illinois. La carretera inicia en el sur desde la IL 116     en Oswego hacia el norte en la WI 69     en Orangeville. La carretera tiene una longitud de 224,3 km (139.35 mi).

## Mantenimiento
Al igual que las autopistas interestatales, y las rutas federales y el resto de carreteras estatales, la Ruta de Illinois 26 es administrada y mantenida por el Departamento de Transporte de Illinois por sus siglas en inglés IDOT.

## Cruces
La Ruta de Illinois 26 es atravesada principalmente por la  IL 75     en Freeport
 US 20     en Freeport.